# 金門峒斷崖
金門峒斷崖，是台灣的一處斷崖，因陳有蘭溪谷頭侵蝕所形成，名列《台灣的地景百選》之一，為陳有蘭溪水系之主流發源地，位於南投縣信義鄉八通關草原（八通關）之西側。由於金門峒斷崖現在仍持續往南侵蝕當中，已有架設監測儀器，並於頂稜打入數十支木樁，配合航空拍攝，玉山國家公園管理處持續對金門峒斷崖觀測調查，並於1992年完成一份研究報告。

## 地形
金門峒斷崖是陳有蘭溪最上游的河段，越過斷崖上的頂稜後，南面的溪谷便是荖濃溪，這一條頂稜構成兩溪的分水嶺，由頂稜一瀉而下至溪底，高度的落差超過580公尺，並深受往南方推進的侵蝕力影響，分水嶺未來會被截斷，將與荖濃溪發生搶水現象，最終自玉山發源的荖濃溪至八通關這一段河道，其溪水就會流向陳有蘭溪，這侵蝕現象至今仍持續發生，故成為一處戶外的地理教材。陳有蘭溪與荖濃溪的分水嶺是連接中央山脈與玉山山脈，橫亙於台灣島的中央地帶，登山者會沿這一條分水嶺上的山徑，來往於玉山群峰與大水窟山、秀姑巒山等百岳，加上有來自東埔上行的八通關古道經過至此，於觀高前往八通關草原這一段路可就近見到金門峒斷崖。在八八風災發生前，曾是不少登山者健行八通關古道會經過金門峒斷崖，但如今因沿路崩坍嚴重，已不易如過往般可行，驚險情況曾在電視節目《台灣全記錄》走訪中發生。

## 地質
金門峒斷崖的地質位處佳陽層（玉山主峰層）與廬山層的交界，前者黑色板岩、千枚岩夾細粒變質砂岩或變質粉砂岩，與後者黑色硬頁岩、板岩、千枚岩、變質硬砂岩所組成之互層，形成兩者間的岩性差異，使地質在接壤上構成一道破碎帶。據王文能的調查，認為金門峒斷崖有一條向東傾斜之高角度斷層經過，但這條構造線的確實位置未能被地質學界所確立，僅約知在金門峒斷崖呈現的斷層面來看，上部的地層是屬佳陽層，下部的地層是屬廬山層。此外，因荖濃溪谷在金門峒斷崖之南面呈90度轉折，與陳有蘭溪的河川發育所呈西北－東南皆為相同方向，因此陳有蘭溪與荖濃溪之間的分水嶺後可能有存在一條構造線通過，故影響兩溪的河川發育，也使金門峒斷崖在崩坍的面積與速度匯集了溪水下切作用力、構造線的通過與地層的差異侵蝕，被預估未來荖濃溪將成一條斷頭河。